# Burggrafen von Lienz und Lueg

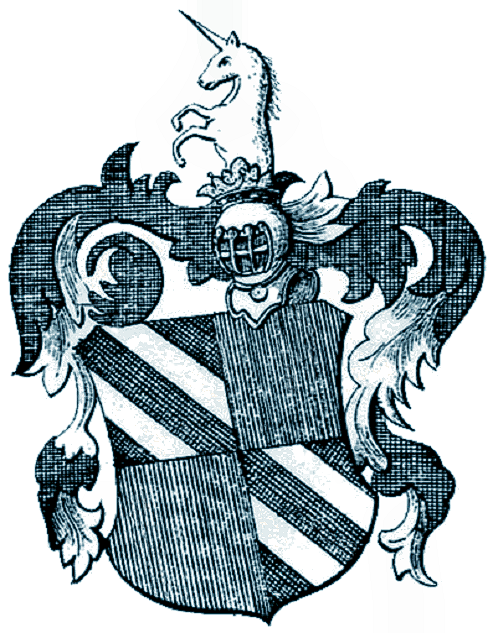
Wappen der Burggrafen von Lienz und zum Lueg

Die Burggrafen von Lienz und zum Lueg waren eine Adelsfamilie des Mittelalters.

## Historie

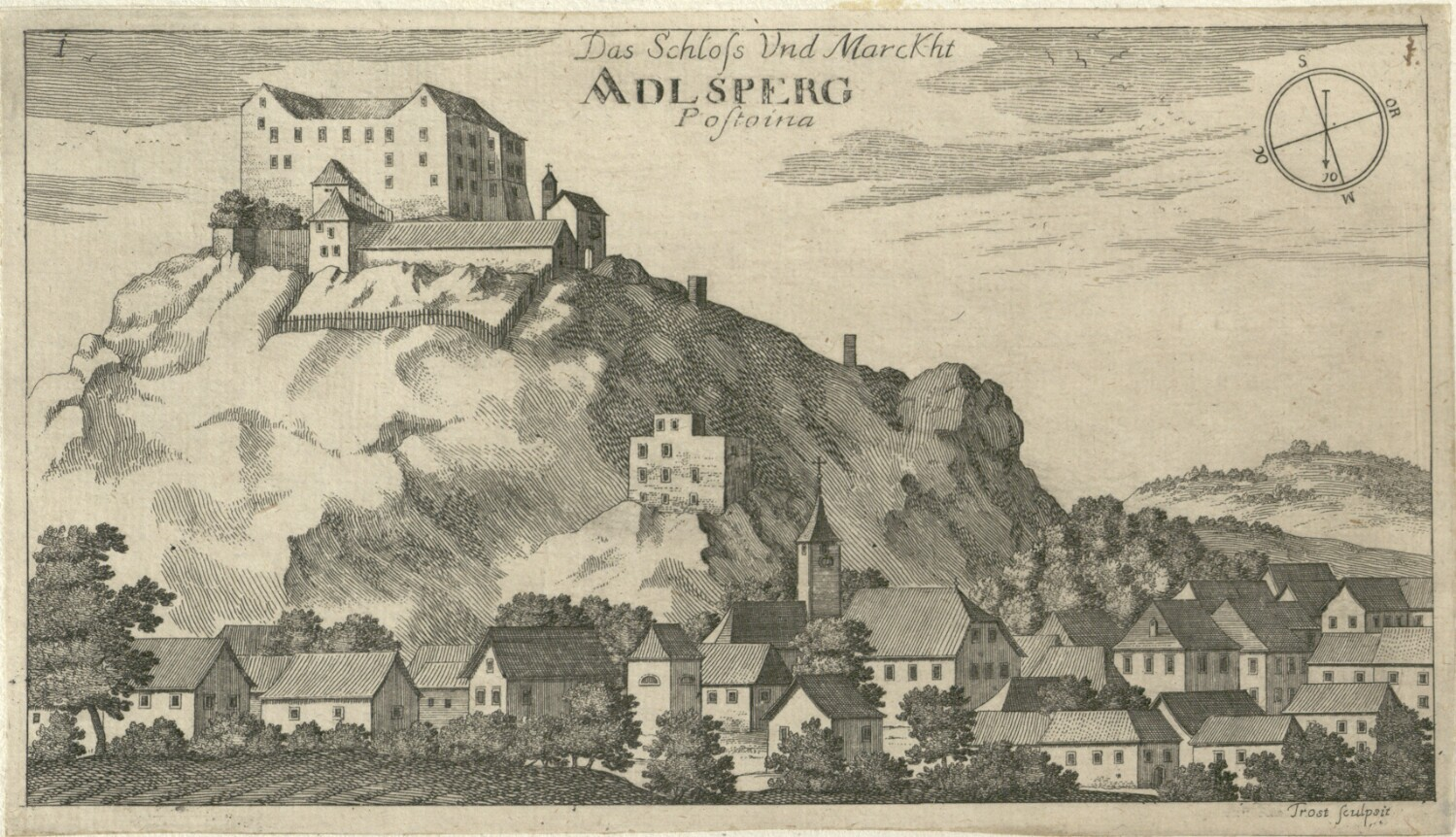
Festung Adelsberg

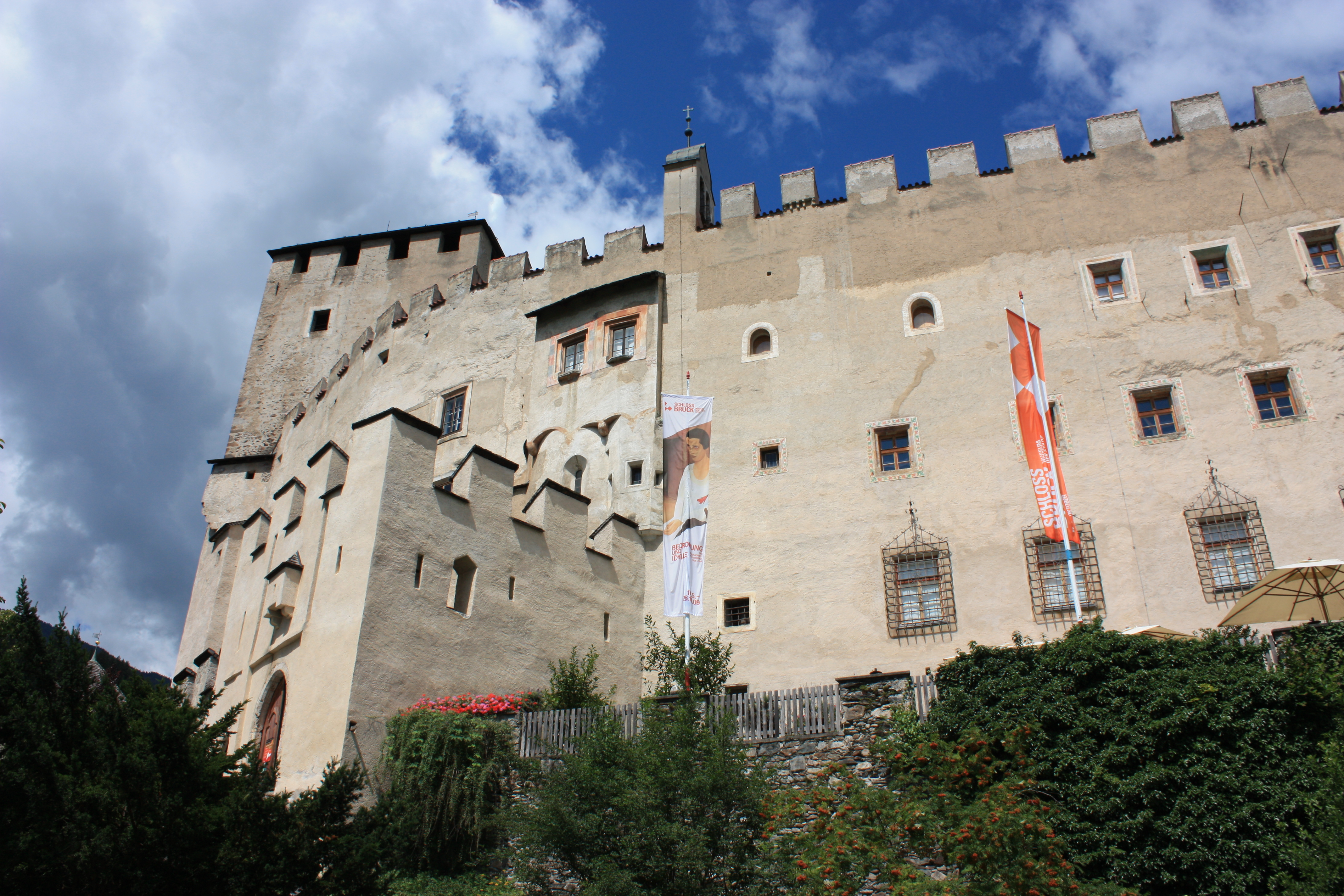
Lienz – Schloss Bruck

Nach Bezwingung der Wenden durch Kaiser Karl den Großen baute sich ein deutscher Kriegsmann bei Adelsberg in Krain die Festung Lueg, und seine zahlreichen Nachkommen, die sich in verschiedene Zweige ausbreiteten, wurden davon die Lueger genannt. Große Berühmtheit erwarb sich ihr letzter Besitzer, Erasmus Lueger, teils durch seine häufigen Fehden, teils durch sein tragisches Ende im Jahre 1484, welches im Pantheon von Frater Sartori nachgelesen werden kann.

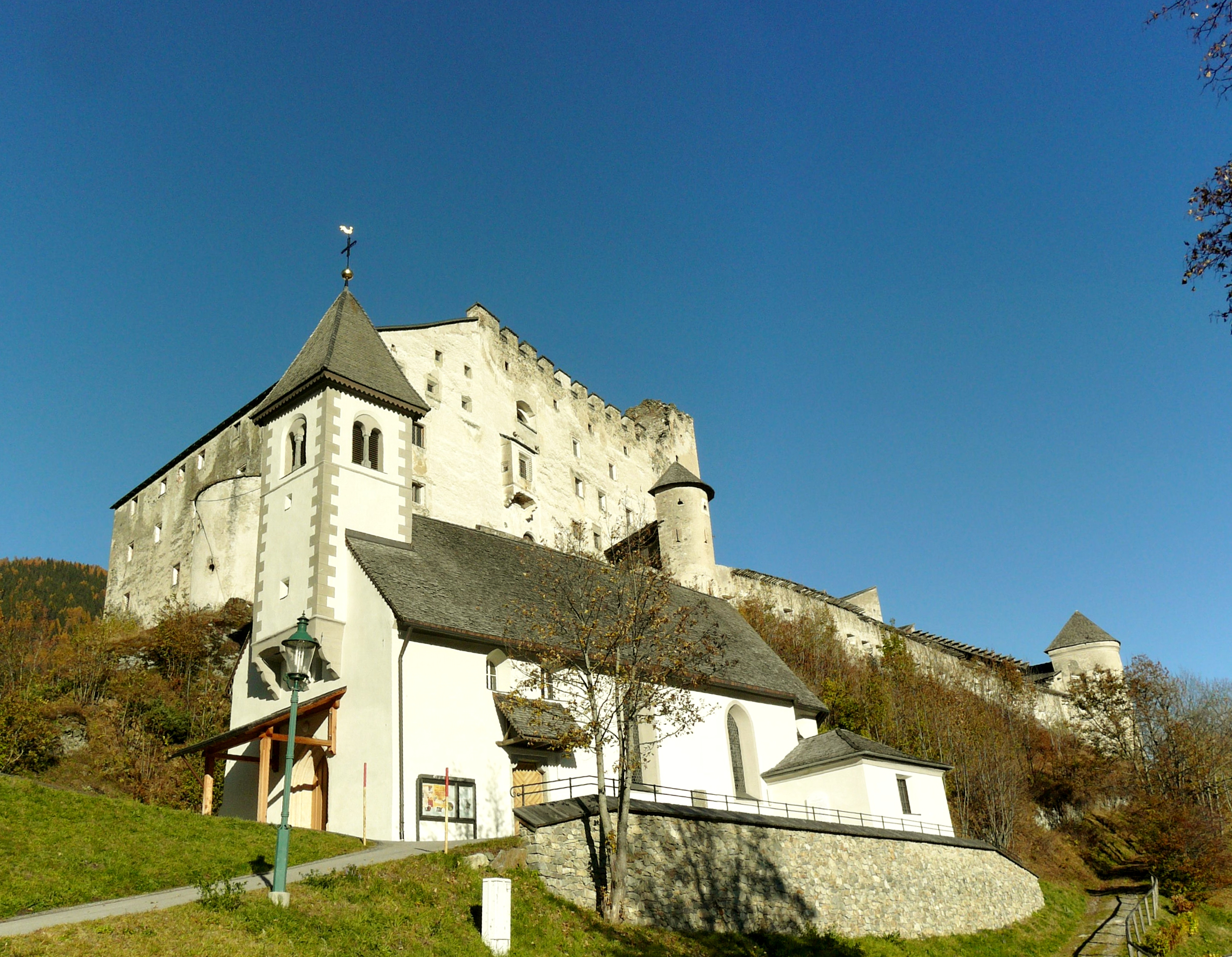
Burg Heinfels

Eine Linie aus diesem Geschlechte der Lueger, deren Stammvater der im Jahre 1165 vorkommende Burggraf Friedrich von Lienz gewesen sein dürfte, kam mit den Meinhardinern in das görzische Pustertal, und wurde von ihnen mit dem Burggrafenamte Lienz, und später auch noch mit dem Marschallamte der Grafschaft Görz belehnt. Als erbliche Kastellane von Lienz vernachlässigten ihre Vordern den alten Geschlechtsnamen von Lueg, und erst ihre Abkömmlinge brachten denselben wieder in Aufschwung; doch gebrauchten sie beide Namen „von Lienz und Lueg“ verschieden, indem sie bald den einen bald den andern voransetzten, oder mit einem allein sich begnügten.
1197 gab der Priester und Kanonikus Irmenstein zu Innichen durch die Hände seines Bruders Konrad des Burggrafen von Lienz dem seligen Kandidus (der Kollegiatkirche von Lienz) einen halben Acker.
Otto Burggraf von Lienz heiratet Beatrix von Taufers und erhielt von seiner Schwiegermutter Euphemia eine Wohnung und den Thurm an der Brücke zu Lienz, Höfe zu Tristach, Amlach und Leisach, sowie diverse andere Güter.
Im 13. Jahrhundert lebte auch der Minnesänger, schlicht Burggraf von Lienz genannt, welcher diesem Geschlecht entsprungen ist.
Ernst von Lienz bekräftigte im Jahre 1271 mit andern Zeugen die Urkunde der Länderteilung zwischen den Grafen Meinhard II. und Albert von Tirol und Görz.
Um das Jahr 1310 hatte Friedrich, Burggraf von Lienz, und Anna, die Witwe seines Bruders Hugo, vom Hochstifte Brixen das Schloss Neu-Rasen mit dem Gerichte, den Gütern und Gülten auf Anraß, Aßling und Tilliach in Versatz.
Diemut von Lienz, im Reschischen Verzeichnisse als „Landgräfin von Lienz“ betitelt, ist 1338 als Äbtissin des adeligen Stiftes Sonnenburg verstorben. Im Jahre 1394 stiftete Konrad von Lienz stiftete mit seinem Vetter Erasmus eine tägliche Heilige Messe in die dortige Pfarrkirche, und Erasmus, der im Jahre 1416 die St. Nikolauskirche zu Thurn oberhalb Lienz erbaute, hatte mit seinem Bruder Augustin im Jahre 1400 die Quatember-Jahrtäge in Lienz eingeführt.
Mit Erlaubnis der österreichischen Herzöge lösten erstgenannte Brüder im Jahre 1407 Rudolph dem Laßberger um 11.000 Goldgulden das Schloss und Gericht von Sand in Taufers ab. Bischof Ulrich von Brixen verpfändete ihnen die Herrschaft Anras mit Zugehörde (Tilliach, Aßling und Lienz), und diese Pfandschaft ging erblich auf den Ritter und Burggrafen Hugo über. Als Hugo von den Grafen von Cilli feindlich überfallen und seiner Besitzungen beraubt worden war, löste der Brixner Bischof Georg im Jahre 1439 Anraß an sein Hochstift zurück. Im Jahre 1431 hatte selbiger Hugo auch zur Gründung des Benefiziums zu Nassereit mit Vorbehalt des Patronatrechtes beigetragen. Er war noch im Jahre 1473 am Leben und damals görzischer Erbmarschall gewesen. Da aber dessen Ehe mit Anna Gräfin von Thierstein kinderlos blieb, succedierte ihm in letzterer Eigenschaft sein Vetter Hanns Luenzer, Burggraf von Lienz und Pfleger auf Heinfels, der im J. 1467 mit seiner Hausfrau Magdalena von Gufidaun die Kaplanei im Bürgerspitale zu Lienz stiftete.
Deren Sohn Kaspar nannte sich Burggraf von Lienz und Lueg, und versetzte im Jahre 1500 dem görzischen Reichsverweser und Pfandherren von Lienz und Lueg Virgil von Graben, alle seine Güter um Lienz, die er seitens seines Bruders Balthasar geerbt hatte. Darüber hinaus war Von Graben hernach auch Burggraf (bzw. Pfandinhaber) von Lienz.
Im Jahre 1538 lebte noch ein Sohn desselben, namens Franz, der wegen eines Streites mit dem Grafen von Cilli aus dem Lande fliehen musste, und später von seinen Feinden erschossen wurde. Er hinterließ keine Nachkommen.
Aus der Familie der Burggrafen von Lienz und Lueg sollen die Edlen von Gsieß und von Anraß abstammen, was jedoch nicht erwiesen ist.

## Wappen
Quadrierter Schild. 1 und 4 je fünfmal rechtsgeschrägt in schwarz und Silber. 2 und 3 in Rot. Über dem gekrönten Helm ein wachsendes, rechtsgekehrtes Einhorn mit goldgelbem, aufrecht gerichteten Horn. Die Helmdecken sind schwarz und silbern.

## Quelle
- Sebastian Kögl: Die erloschenen Edelgeschlechter Tirols. In: Neue Zeitschrift des Ferdinandeums für Tirol und Vorarlberg. Band 11, Innsbruck 1845, S. 72–133 (zobodat.at [PDF]), Band 12, Innsbruck 1846, S. 146–203 (zobodat.at [PDF]).